# Pistolet Nambu Typ 94
Pistolet Nambu Typ 94 (94-Shiki) (jap. 南部 九四式自動拳銃 Nambu kyūyon-shiki jidō-kenjū) – japoński pistolet samopowtarzalny kalibru 8 mm z okresu II wojny światowej, wprowadzony na uzbrojenie Cesarskiej Armii Japońskiej w 1934 roku.
Typ 94 został zaprojektowany przez generała Kijirō Nambu jako mniejsza wersja pistoletu Nambu Typ 14, przeznaczona dla jednostek piechoty, a także dla wojsk pancernych, lotniczych i marynarki. Używano do niego tej samej amunicji 8 × 22 mm co do Typ 14, podawanej z sześcionabojowego magazynka.
Była to tania i szybka w produkcji broń, ale posiadała dużo wad konstrukcyjnych: 
- bardzo słabe działanie bezpiecznika na spust,
- w momencie gdy broń była załadowana strzał mógł nastąpić wskutek uderzenia lub upadku,
- niepewne działanie mechanizmu ryglującego,
- słaba celność przez krótką lufę, która nadawała pociskowi niewielką prędkość początkową,
- po wystrzeleniu ostatniego naboju magazynek klinował się zatrzymując zamek półswobodny w tylnym położeniu,
- wymiana magazynka wymagała czasu i siły.

Typ 94 nie był udaną konstrukcją a bezpieczeństwo żołnierza strzelającego z tego pistoletu było zagrożone.
Ogółem w latach 1934–1945 wyprodukowano 71 tysięcy pistoletów Typ 94. Producentem był Arsenał Armii w Nagoi.